# Michaela
Michaela ist ein weiblicher Vorname.

## Herkunft und Bedeutung
Bei Michaela handelt es sich um die weibliche Variante des hebräischen Namens Michael. Er setzt sich aus den Elementen מִי mî „wer“, כְּ־ kə- „wie“ und dem אֵל ʾēl „Gott“ zusammen und bedeutet: „Wer ist wie Gott?“ Diese Frage soll das Erstaunen über das alle bisherigen Erfahrungen qualitativ übersteigende Wesen Gottes zum Ausdruck bringen.

## Verbreitung

### International
In Österreich gehörte Michaela in den 1990er Jahren noch zu den beliebtesten Vornamen. Seine Popularität sank beständig. Seit 2001 gehört er nicht mehr zu den 50 beliebtesten Mädchennamen.
In Tschechien gehörte Michaela von 1974 bis 2011 zur Top 20 der Vornamenscharts. Im Jahr 2016 lag er auf Rang 30.
In den vergangenen Jahren nahm die Beliebtheit des Namens in Israel leicht zu, sodass er im Jahr 2019 auf Rang 84 in den Vornamenscharts stand.

### Deutschland
In Deutschland war Michaela vor allem in den 1960er und 1970er Jahren beliebt. Danach sank die Popularität, heute wird der Name kaum noch vergeben.

## Varianten

### Weibliche Varianten
- Bulgarisch: Михаела Michaela, Михаила Michaila
- Dänisch: Mikkeline
- Deutsch: Micha/Michi (Kurzform)
- Englisch: Makayla, Mckayla, Michayla, Michele, Michelle, Mikayla, Mikhaila
- Finnisch: Mikaela
- Französisch: Michèle, Michelle
  - Diminutiv: Micheline
- Griechisch: Μιχαέλα Michaela
- Hebräisch: מִיכָאֵלָה mîḵāʾēlâ
- Italienisch: Micaela, Michela
  - Diminutiv: Lina, Michelina
- Jiddisch: Mishaela/Misha
- Kroatisch: Mihaela
- Mazedonisch: Михаела Michaela, Михаила Michaila
- Niederländisch: Michelle
- Polnisch: Michalina
- Portugiesisch: Micaela, Miguela
- Rumänisch: Mihaela
- Schwedisch: Mikaela
- Slowenisch: Mihaela
  - Diminutiv: Miša
- Spanisch: Micaela, Miguela
- Tschechisch: Michala
  - Diminutiv: Míša
- Ukrainisch: Михаела Mychaela

### Männliche Varianten
siehe Michael #Varianten

## Namenstage
- 19. Juni: nach Michaela Metelli
- 24. August: nach Michaela Desmaisières
- 29. September: nach dem Erzengel Michael

## Bekannte Namensträgerinnen

### Michaela
- Michaela Coel (* 1987), britische Poetin, Drehbuchautorin und Schauspielerin
- Michaela Čulová (* 1992), tschechische Fußballnationalspielerin
- Michaela Dorfmeister (* 1973), österreichische Skirennläuferin
- Michaela Dygruber (* 1995), österreichische Skirennläuferin
- Michaela Eislöffel (* 1966), deutsche Kommunalpolitikerin
- Michaela Geiger (1943–1998), deutsche Politikerin (CSU)
- Michaela Gerg (* 1965), deutsche Skirennläuferin
- Michaela Gigon (* 1977), österreichische Orientierungssportlerin
- Michaela Hailbronner, deutsche Juristin
- Michaela Heider (* 1995), österreichische Skirennläuferin
- Michaela Mahlberg (* 1974), deutsche Linguistin, Hochschullehrerin
- Michaela May (* 1952), deutsche Schauspielerin
- Michaela Merz (* 1960), deutsche  Software-Entwicklerin und Unternehmerin
- Michaela Schabinger (* 1961), ehemalige deutsche Sprinterin
- Michaela Schaffrath (* 1970), deutsche Schauspielerin
- Michaela Schmidt (* 1983), österreichische Politikerin (SPÖ), Abgeordnete zum Nationalrat
- Michaela Schmidt (* 1983), deutsche Skispringerin
- Michaela Schmidt (* 1990), deutsche Ruderin

### Mikaela
- Mikaela Åhlin-Kottulinsky (* 1992), schwedische Automobilrennfahrerin
- Mikaela Blomqvist (* 1987), schwedische Literatur- und Theaterkritikerin sowie Kulturjournalistin
- Mikaela Cojuangco-Jaworski (* 1974), philippinische Schauspielerin, Moderatorin und Springreiterin
- Mikaela Drosdowskaja (1937–1978), sowjetische Schauspielerin und Synchronsprecherin
- Mikaela Engell (* 1956), dänische Beamtin
- Mikaela Fabricius-Bjerre (1969–2023), finnische Dressurreiterin
- Mika’ela Fisher (* 1975), deutsche Schauspielerin und Model
- Mikaela Hoover (* 1984), US-amerikanische Schauspielerin
- Mikaela Ingberg (* 1974), finnische Speerwerferin
- Mikaela Johansson (* 1991), schwedische Handballspielerin und Trainerin
- Mikaela Kumlin Granit (* 1967), schwedische Diplomatin
- Mikaela Mässing (* 1994), schwedische Handballspielerin und Trainerin
- Mikaela Matthews (* 1991), US-amerikanische Freestyle-Skierin
- Mikaela Mayer (* 1990), US-amerikanische Profiboxerin
- Mikaela Shiffrin (* 1995), US-amerikanische Skirennläuferin
- Mikaela Tommy (* 1995), kanadische Skirennläuferin
- Mikaela Wulff (* 1990), finnische Segelsportlerin

### Michaelina
- Michaelina Woutiers (* um 1620), niederländische Malerin

### Michala
- Michala Banas (* 1978), neuseeländische Schauspielerin
- Michala Frank (* 1990), tschechische Volleyball- und Beachvolleyballspielerin
- Michala Møller (* 2000), dänische Handballspielerin
- Michala Petri (* 1958), dänische Blockflötistin

## Sonstige Namensverwendung

### Lieder
- 1972: Bata Illic – Michaela (deutsch)
- 1999: Element of Crime – Michaela sagt (deutsch)
- 2003: Ron Shuval & Yoav Itzhak – Michaela (hebräisch)

### Sonstiges
- Michaela/מיכאלה, Israelische Telenovela 2004
- Michaela, Name des für die Hitzewelle 2003 über Europa verantwortlichen Hochdruckgebietes